# News aktuell
Die News aktuell GmbH (Eigenschreibung: news aktuell GmbH) ist ein Tochterunternehmen der Deutschen Presse-Agentur (dpa) und übermittelt Pressemitteilungen von Unternehmen im Original zeitgleich und digital an die Massenmedien. Das Unternehmen ist seit seiner Gründung im Jahre 1989 Marktführer der Branche; es wurde 1994 von der dpa übernommen und ist insbesondere bekannt durch die seit 1996 betriebene Internetseite presseportal.de, auf der Pressemeldungen veröffentlicht werden. Die Zugriffszahlen bewegen sich laut IVW allmonatlich im Millionenbereich (Stand 2024: 11,5 Mio. Zugriffe im Monat). news aktuell sieht sich als Schnittstelle zwischen Presse- und Marketingabteilungen und Massenmedien.
Zur Verbreitung von Presseinformationen in Text, Bild, Video und Ton bietet das Unternehmen verschiedene Dienstleistungen (z. B. zimpel und den Originaltext-Service (ots)) an. Weltweit arbeitet news aktuell mit einem Pool aus Experten, Nachrichtenagenturen und Multiplikatoren zusammen, unter anderem dpa, AP, pa, Belga, ANSA, AFP, APA und Keystone-SDA. Das Unternehmen ist im B2B-Bereich tätig.
Das Unternehmen ist zu 100 Prozent an der news aktuell (Schweiz) AG beteiligt.